# Attockicetus
Attockicetus es un género extinto de cetáceos, perteneciente a la familia Remingtonocetidae el cual vivió en Pakistán durante el periodo Eoceno. La especie tipo es Attockicetus praecursor. Fue descubierto en las colinas Kala Chitta, en el Punjab al noreste de Pakistán. El hallazgo consistió en algunos fragmentos del cráneo, el primer remingtonocetido hallado al norte de Pakistán y el miembro más antiguo de la familia. Attockicetus es más pequeño que los otros géneros de remingtonocetidos, Remingtonocetus, Andrewsiphius, y Dalanistes. Se considera también más primitivo en la retención de grandes protoconos sobre los molares superiores y la ubicación anterior de la órbita. Los vestigios recuperados de Attockicetus son fragmentarios, pero es importante taxonómicamente debido a que extiende el rango geográfico y temporal de los remingtonocetidos, además de ser uno de los pocos de esta familia que tiene preservadas las coronas dentales y debido a ellos es probablemente el remingtonocetido más plesiomórfico.